# Cheiloneurus quercus
Cheiloneurus quercus är en stekelart som beskrevs av Mayr 1876. Cheiloneurus quercus ingår i släktet Cheiloneurus och familjen sköldlussteklar. Inga underarter finns listade i Catalogue of Life.